# カラタチバナ
カラタチバナ（唐橘、学名: Ardisia crispa）は、サクラソウ科ヤブコウジ属の常緑小低木。
葉は常緑で冬に赤い果実をつけ美しいので、鉢植えなど栽培もされる。同属のマンリョウ（万両）に対して、別名、百両（ヒャクリョウ）ともいう。
従来の新エングラー体系、クロンキスト体系では、ヤブコウジ科の種としていた。

## 特徴
樹高は20-100cmになる。茎は直立して円柱形、単純であまり分枝しない。樹皮は茶褐色で、若いときに粒状の褐色の微毛が生える。葉は互生し、葉身は狭卵形で、長さ8-20cm、幅1.5-4cmになり、約8対の側脈があり、先端は次第にとがって鈍頭になり、基部は鋭形、縁には不明瞭で低い波状の鋸歯があって鋸歯間に腺点がある。葉は葉質が厚く、表面は鮮緑色、無毛で光沢があり、裏面も無毛であるがときに多少細かい鱗片毛がある。葉柄は長さ8-10mmになる。
花期は7月頃。花序は散形状になり、葉腋または葉間にある早落性の鱗片葉の腋につき、花序柄の長さは4-7cmで斜上し、10個ほどの花を下向きにつける。花冠は白色、浅い皿状で深く5裂し、花冠裂片は長さ約5mmの卵形で、外面は無毛で腺点があり、花柄の長さは約10mmになり、微毛が生える。萼は深く5裂し、萼裂片は狭長楕円形で長さ約2mmになり、多少の腺点がある。雄蕊は5個あり花冠裂片よりやや長く、葯は狭卵形になる。雌蕊は1個で花冠よりやや長く、子房はほぼ球形で無毛。果実は液果様の核果で径6-7mmの球形となり、11月頃に赤色に熟し翌年の4月頃まで残る。中に1個の大型の種子が入る。

## 分布と生育環境
日本では、本州（福島県以西・新潟県以西）、四国、九州、琉球に分布し、常緑樹林の林内に生育する。国外では中国大陸、台湾に分布する。

## 利用
いずれも常緑小低木で、冬に赤い実をつけるマンリョウ（万両）、センリョウ（千両、センリョウ科）、本種（百両）、ヤブコウジ（十両）とともに、正月の縁起物とされる。鉢植えにされ、庭木にも利用される。果実が白色または黄色に熟す園芸品種もある。
江戸時代の寛政年間に、葉に斑が入ったものの栽培が流行し、高値で取り引きされた。江戸時代後期や明治時代にも流行したことがある。その後は大きな流行は見られない。現代は新潟県、島根県を中心に栽培されている。

## ギャラリー
- 花。
- 葉の表面。縁には不明瞭な波状の鋸歯があり、鋸歯間に腺点がある。
- 葉の裏面。
- 果実。11月に熟し、翌年の4月頃まで落ちない。

## 下位分類
和名、学名はYistによる。
- シロミタチバナ Ardisia crispa (Thunb.) A.DC. f. leucocarpa (Nakai) H.Ohashi - 果実が白く熟す品種[6]。
- キミタチバナ Ardisia crispa (Thunb.) A.DC. f. xanthocarpa (Nakai) H.Ohashi - 果実が黄色く熟す品種[6]。
- ヤクシマタチバナ Ardisia crispa (Thunb.) A.DC. var. caducipila (Nakai) Ohwi - 若いときに葉柄および葉の裏面に小刺毛のある変種で、本州（和歌山県）と九州（屋久島）に分布する[6]。